# Paraleucobryum schwarzii
Paraleucobryum schwarzii là một loài Rêu trong họ Dicranaceae. Loài này được (Schimp.) C. Gao & Vitt mô tả khoa học đầu tiên năm 1999.